# 프레더릭 콘월리스
프레더릭 콘월리스(Frederick Cornwallis, 1713년 ~ 1783년 3월 19일)는 캔터베리 대주교이다. 제4대 콘월리스 남작 찰스 콘월리스(Charles Cornwallis, 4th Baron Cornwallis)의 7번째 아들로 1750년 리치필드 주교가 되었고, 1768년 캔터베리 대주교가 되었다.

## 같이 보기
- 제1대 콘월리스 후작 찰스 콘월리스 - 프레더릭의 조카